# بيت المضلع (النادرة)

تعديل مصدري - تعديل

بيت المضلع هي إحدى قرى عزلة مالك بمديرية النادرة التابعة لمحافظة إب، بلغ تعداد سكانها 425 نسمة حسب تعداد اليمن لعام 2004.